# Lizasoáin
Lizasoáin (Lizasoain en euskera) es un concejo perteneciente al municipio de  la Cendea de Olza, Comunidad Foral de Navarra, España, que está situado a poco más de 12,5 kilómetros de Pamplona.

## Festividad
La localidad celebra sus fiestas alrededor del 8 de septiembre (Virgen de Legarra).

## Instalaciones deportivas
Dentro del término municipal se encuentran las Instalaciones Deportivas de “Beitikuntzea”, del Club Deportivo Pamplona.

## Comunicaciones
| Eskualdeko Hiri Garraioa/Transporte Urbano Comarcal |   |
| Taxi Iruñerria                                      |   |
| Zona                                                | B |
| Estaciones                                          |   |